# والنات تاون (پنسیلوانیا)
والنات تاون (به انگلیسی: Walnuttown) یک منطقهٔ مسکونی در ایالات متحده آمریکا است که در شهرستان برکس، پنسیلوانیا واقع شده‌است. والنات تاون ۴۸۴ نفر جمعیت دارد.